# راکووسکووو
راکووسکووو (به بلغاری: Rakovskovo) یک منطقهٔ مسکونی در بلغارستان است که در استان بورگاس واقع شده‌است.
 راکووسکووو  ۱۰۳ نفر جمعیت دارد و ۵۷ متر بالاتر از سطح دریا واقع شده‌است.